# ふねがゆく
「ふねがゆく」は、フジテレビのテレビ番組『ひらけ!ポンキッキ』の楽曲。同時収録は「アラビアのおひめさま」。規格品番は6G0095。

## 概要
海で働く船舶とボートを紹介する歌。全部で13種類の船舶が紹介されている。二番では、ガチャピンがヨットに乗って手を振っている。

## 収録曲
1. ふねがゆく[1]（3:33）
  - 作詞：伊藤アキラ / 作曲・編曲：馬飼野俊一 / 歌：本間勇輔
2. アラビアのおひめさま（2:53）
  - 作詞・作曲：吉田美智子/ 編曲：柴矢俊彦 / 歌：木の内もえみ

## 紹介船舶
- 豪華客船
- トロール漁船
- 巡視船
- 帆船日本丸
- ヨット
- ホバークラフト
- 水中翼船（佐渡汽船）
- カーフェリー（伊勢湾フェリー）
- モーターボート
- 浚渫船（五洋建設）
- 消防船（東京消防庁・みやこどり）
- クレーン船
- 遊覧船

## 収録アルバム
- ひらけ!ポンキッキ ベスト50（1990年5月21日、ポニーキャニオン）

## カバー
コロムビア版では水木一郎によるカバーが存在する。
- コロちゃんパック 歌の科学館シリーズ のりものの歌〜ふね・ひこうき〜（2005年5月25日、日本コロムビア）[3]
- 水木一郎 キッズソング・ベスト3!（2012年7月25日、日本コロムビア）[4]
- 2012はっぴょう会4（2012年8月1日、日本コロムビア）[5]
- コロムビアキッズ　おうちでできる 音楽子育て♪ のりものソング 〜はたらくくるま〜（2017年7月19日、日本コロムビア）[6]
- コロムビアキッズパック のりものソング（2018年7月4日、日本コロムビア）[7]